# 안산국제비즈니스고등학교
안산국제비즈니스고등학교(安山國際비즈니스高等學校)는 대한민국 경기도 안산시 상록구 장상동에 있는 사립 고등학교이다.

## 학교 연혁
- 1975년 11월 14일 : 안산상업고등학교 설립인가 (상업과 6학급)
- 1976년 3월 1일 : 초대 전삼용 선생 교장 취임
- 1981년 10월 23일 : 안산상업고등학교 학급증설인가 (30학급)
- 1994년 12월 2일 : 학교법인 양암학원 분리 인가 (이사장 전희우 선생 취임)
- 1997년 9월 6일 : 교명 변경 (안산경영정보고등학교)
- 2011년 9월 1일 : 학제변경 (경영정보과 3학급, 전자상거래과 2학급, 디지털컨텐츠과 2학급, 비즈니스중국어과 2학급, 비즈니스일본어과 2학급, 비즈니스영어과 2학급)
- 2012년 6월 21일 : 경기도교육청 지정 특성화 고등학교로 지정
- 2012년 6월 28일 : 학제변경 (국제통상과 3학급, 쇼핑몰제작과 2학급, 비즈니스컨텐츠과 3학급, 비즈니스외국어과 6학급)
- 2013년 3월 1일 : 교명 변경 (안산국제비즈니스고등학교)
- 2019년 7월 4일 : 학제변경(경영사무과 3학급, 쇼핑몰제작과 1학급, 비즈니스콘텐츠과 1학급, 비즈니스중국어과 2학급, 비즈니스일본어과 2학급, 부사관과 1학급, 미용과 1학급, 보건간호과 2학급)
- 2024년 1월 5일 : 제46회 졸업 220명(총 졸업생 수 20,488명)
- 2024년 3월 1일 : 제13대 이찬구 교장 취임

## 설치 학과
- 미용과
- 보건간호과
- 비즈니스콘텐츠과
- 비즈니스중국어과
- 경영사무과:안산그리너스fc u-18 선수들도 있다.
- 비즈니스일본어과
- 부사관과
- 쇼핑몰제작과
- 베이커리카페과 2024학년도에 새로 개설됨

## 참고 자료
- 안산국제비즈니스고등학교 - 한국교육학술정보원 학교알리미